# Drosophila melanoloma
Drosophila melanoloma är en tvåvingeart som beskrevs av Elmo Hardy 1965. Drosophila melanoloma ingår i släktet Drosophila och familjen daggflugor.
Artens utbredningsområde är Hawaii.